# Parlamentní volby ve Španělsku 2016

Rozdělení mandátů v Kongresu poslanců po volbách 2016. Zleva dole: EH Bildu, Unidos Podemos, ERC-CATSÍ, PSOE, EAJ-PNV, CCa-PNC, C's, CDC, PP.

Rozdělení mandátů v Kongresu poslanců po volbách 2016. Zleva dole: EH Bildu, Unidos Podemos, ERC-CATSÍ, PSOE, EAJ-PNV, CCa-PNC, C's, CDC, PP.

Parlamentní volby ve Španělsku 2016 se konaly v neděli 26. června 2016. Ve volbách se obsazovalo všech 350 křesel v Kongresu poslanců a 208 z 266 křesel v Senátu. Volby se konaly pouze půl roku od voleb 2015, které vyústily v nejvíce fragmentovaný parlament v moderních dějinách Španělska. Neschopnost vytvořit fungující koalici vedla k předčasným volbách v červnu 2016.
Levicové strany Podemos, Izquierda Unida a Equo utvořily pro tyto volby volební koalici s názvem Unidos Podemos. Volby opět vyhrála vládní pravicová Lidová strana (33 % hlasů, 137 mandátů), na druhém místě se opět umístila levicová Partido Socialista Obrero Español (22,7 % hlasů, 85 mandátů), na třetím místě opět skončila Podemos (21,1 % hlasů, 71 mandátů) a čtvrté místo znovu obsadila Ciudadanos (13,1 %, 31 mandátů). Volby tak skončily prakticky stejně, jako ty v prosinci 2015.
Vládu se nedařilo sestavit ani po těchto volbách. Zablokování systému vedlo k rozpadu organizace Socialistické strany (PSOE), která na říjnovém sjezdu svrhla svého předsedu Pedra Sancheze. Vládu se tak podařilo sestavit až na konci října 2016 poté, co při hlasování o důvěře opustilo 68 poslanců rozdělené Socialistické strany sál a umožnilo tak vyslovení důvěry pravicové menšinové vládě Lidové strany (PP) dosavadního premiéra Mariana Rajoye, který zemi vládl již 320 dní v demisi.

## Průzkumy
Předvolební průzkumy z období ledna až června 2016 favorizovaly Lidovou stranu, které předpovídaly zisk okolo 30 % hlasů. Druhá se dle průzkumů měla umístit volební koalice Unidos Podemos, které průzkumy přiřkly zisk 25 % hlasů. Na třetím místě měla skončit Partido Socialista Obrero Español s cca 22 % hlasů. Čtvrté místo průzkumy správně předpovídaly straně Ciudadanos (okolo 14 % hlasů). Oproti konečným výsledkům průzkumy tedy lehce podcenily Lidovou stranu a naopak nadhodnotily hlasy pro Unidos Podemos.

## Výsledky
Lidová strana (PP) v Kongresu obdržela 137 mandátů, socialisté (PSOE) 85 mandátů, Unidos Podemos 71 mandátů, Ciudadanos 32 mandátů. Kvůli složitému systému regionů a voleb poté tradičně několik stran získalo zcela odlišné zastoupení na počet hlasů. Regionální ERC-Cat Sí obdržela s 630 000 hlasy 9 mandátů. Strana PACMA neobdržela za 280 000 hlasů žádný mandát, ale za týž výsledek získala regionální baskická strana Partido Nacionalista Vasco osm mandátů a regionální baskická strana EH Bildu za 184 000 hlasů získala mandáty dva. V grafu níže je deset nejúspěšnějších uskupení, přesto strana PACMA neobdržela mandát, ostatní uvedené, získaly alespoň jeden.

### Graf Kongres poslanců
| \| Výsledky voleb do Kongresu poslanců \| Výsledky voleb do Kongresu poslanců \| Výsledky voleb do Kongresu poslanců \| Výsledky voleb do Kongresu poslanců \| Výsledky voleb do Kongresu poslanců \| \| --------------------------------------------------------------------------------------------------------------------------------------------- \| ----------------------------------- \| ----------------------------------- \| ----------------------------------- \| ----------------------------------- \| \| strana \| \| \| \| procento hlasů \| \| PP \| PP \| \| 33,03 % \| 33,03 % \| \| PSOE \| PSOE \| \| 22,66 % \| 22,66 % \| \| Podemos \| Podemos \| \| 21,10 % \| 21,10 % \| \| C's \| C's \| \| 13,05 % \| 13,05 % \| \| ERC-Cat Sí \| ERC-Cat Sí \| \| 2,63 % \| 2,63 % \| \| CDC \| CDC \| \| 2,01 % \| 2,01 % \| \| EAJ-PNV \| EAJ-PNV \| \| 1,20 % \| 1,20 % \| \| PACMA \| PACMA \| \| 1,19 % \| 1,19 % \| \| EH Bildu \| EH Bildu \| \| 0,77 % \| 0,77 % \| \| CC-PNC \| CC-PNC \| \| 0,33 % \| 0,33 % \| \| Volební účast: 69,84 % voličů Žádná jiná strana nezískala mandát ani nepřekročila podíl 0,3 % hlasů. Zdroj: Španělské ministerstvo vnitra[3]. \| \| \| \| \| |            |  |         |                |
| Výsledky voleb do Kongresu poslanců |            |  |         |                |
| strana |            |  |         | procento hlasů |
| PP | PP         |  | 33,03 % | 33,03 %        |
| PSOE | PSOE       |  | 22,66 % | 22,66 %        |
| Podemos | Podemos    |  | 21,10 % | 21,10 %        |
| C's | C's        |  | 13,05 % | 13,05 %        |
| ERC-Cat Sí | ERC-Cat Sí |  | 2,63 %  | 2,63 %         |
| CDC | CDC        |  | 2,01 %  | 2,01 %         |
| EAJ-PNV | EAJ-PNV    |  | 1,20 %  | 1,20 %         |
| PACMA | PACMA      |  | 1,19 %  | 1,19 %         |
| EH Bildu | EH Bildu   |  | 0,77 %  | 0,77 %         |
| CC-PNC | CC-PNC     |  | 0,33 %  | 0,33 %         |
| Volební účast: 69,84 % voličů Žádná jiná strana nezískala mandát ani nepřekročila podíl 0,3 % hlasů. Zdroj: Španělské ministerstvo vnitra. |            |  |         |                |

### Základní data
|                        | PP            | PSOE          | Unidos Podemos          | C's           | ERS-CAT Sí     | CDC           |
| ---------------------- | ------------- | ------------- | ----------------------- | ------------- | -------------- | ------------- |
| Volební lídr           | Mariano Rajoy | Pedro Sánchez | Pablo Iglesias Turrión  | Albert Rivera | Gabriel Rufian | Francesc Homs |
|                        | Mariano Rajoy | Pedro Sánchez | Pablo Iglesias Turrión  | Albert Rivera | Gabriel Rufian | Francesc Homs |
| Počet hlasů            | 7 905 082     | 5 424 335     | 5 049 297               | 3 123 388     | 629 294        | 481 839       |
| Počet procent          | 33,03 %       | 22,66 %       | 21,10 %                 | 13,05 %       | 2,63 %         | 2,01 %        |
| Počet mandátů          | 137           | 85            | 71                      | 32            | 9              | 8             |
| Předchozí volby (2015) | 28,71 % (123) | 22,00 % (90)  | 20,68 % (69) 3,68 % (2) | 13,94 % (40)  | 2,39 % (9)     | 2,25 % (8)    |

### Graf Senát
Z 208 obsazovaných míst v Senátu jich 130 vyhrála Lidová strana (PP), proti volbám 2015 si polepšila o 6 mandátů. Druzí socialisté (PSOE) získali 43 mandátů (ztráta 4 mandátů), Unidos Podemos získali 16 mandátů (stejně jako ve volbách 2015) a Esquerra Republicana de Catalunya (ERC-Cat Sí) obdržela 10 mandátů (+4 proti volbám 2015).
| \| Výsledky voleb do Senátu \| Výsledky voleb do Senátu \| Výsledky voleb do Senátu \| Výsledky voleb do Senátu \| Výsledky voleb do Senátu \| \| ------------------------ \| ------------------------ \| ------------------------ \| ------------------------ \| ------------------------ \| \| strana \| \| \| \| mandáty 2016 \| \| PP \| PP \| \| 130 \| 130 \| \| PSOE \| PSOE \| \| 43 \| 43 \| \| Podemos \| Podemos \| \| 16 \| 16 \| \| ERC-Cat Sí \| ERC-Cat Sí \| \| 10 \| 10 \| \| EAJ-PNV \| EAJ-PNV \| \| 5 \| 5 \| \| CDC \| CDC \| \| 2 \| 2 \| \| CC \| CC \| \| 1 \| 1 \| \| ASG \| ASG \| \| 1 \| 1 \| \| C's \| C's \| \| 0 \| 0 \| \| EH Bildu \| EH Bildu \| \| 0 \| 0 \| |            |  |     |              |
| Výsledky voleb do Senátu |            |  |     |              |
| strana |            |  |     | mandáty 2016 |
| PP | PP         |  | 130 | 130          |
| PSOE | PSOE       |  | 43  | 43           |
| Podemos | Podemos    |  | 16  | 16           |
| ERC-Cat Sí | ERC-Cat Sí |  | 10  | 10           |
| EAJ-PNV | EAJ-PNV    |  | 5   | 5            |
| CDC | CDC        |  | 2   | 2            |
| CC | CC         |  | 1   | 1            |
| ASG | ASG        |  | 1   | 1            |
| C's | C's        |  | 0   | 0            |
| EH Bildu | EH Bildu   |  | 0   | 0            |

## Volební mapy

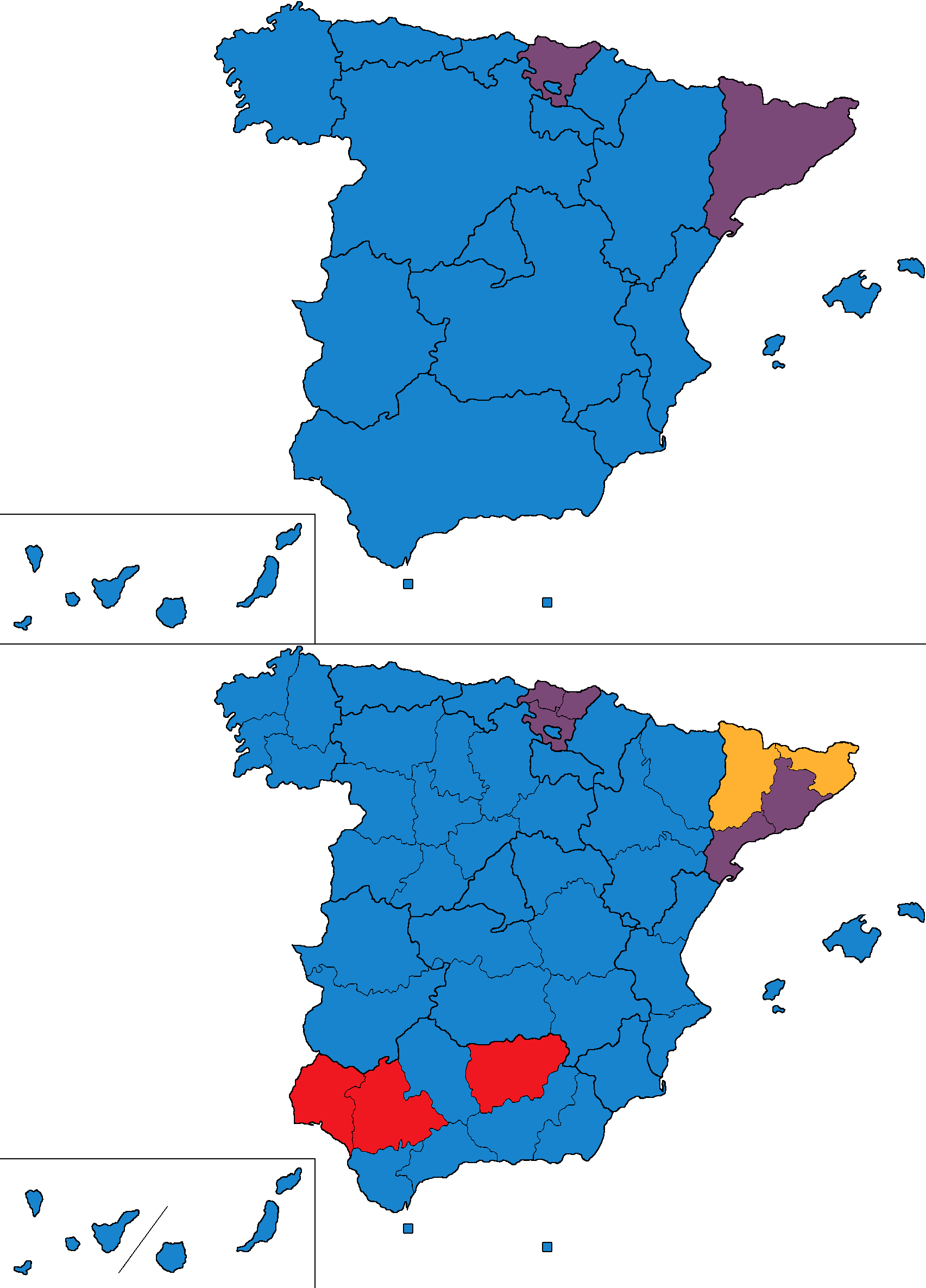
Volební mapy dle autonomních oblastí a provincií.
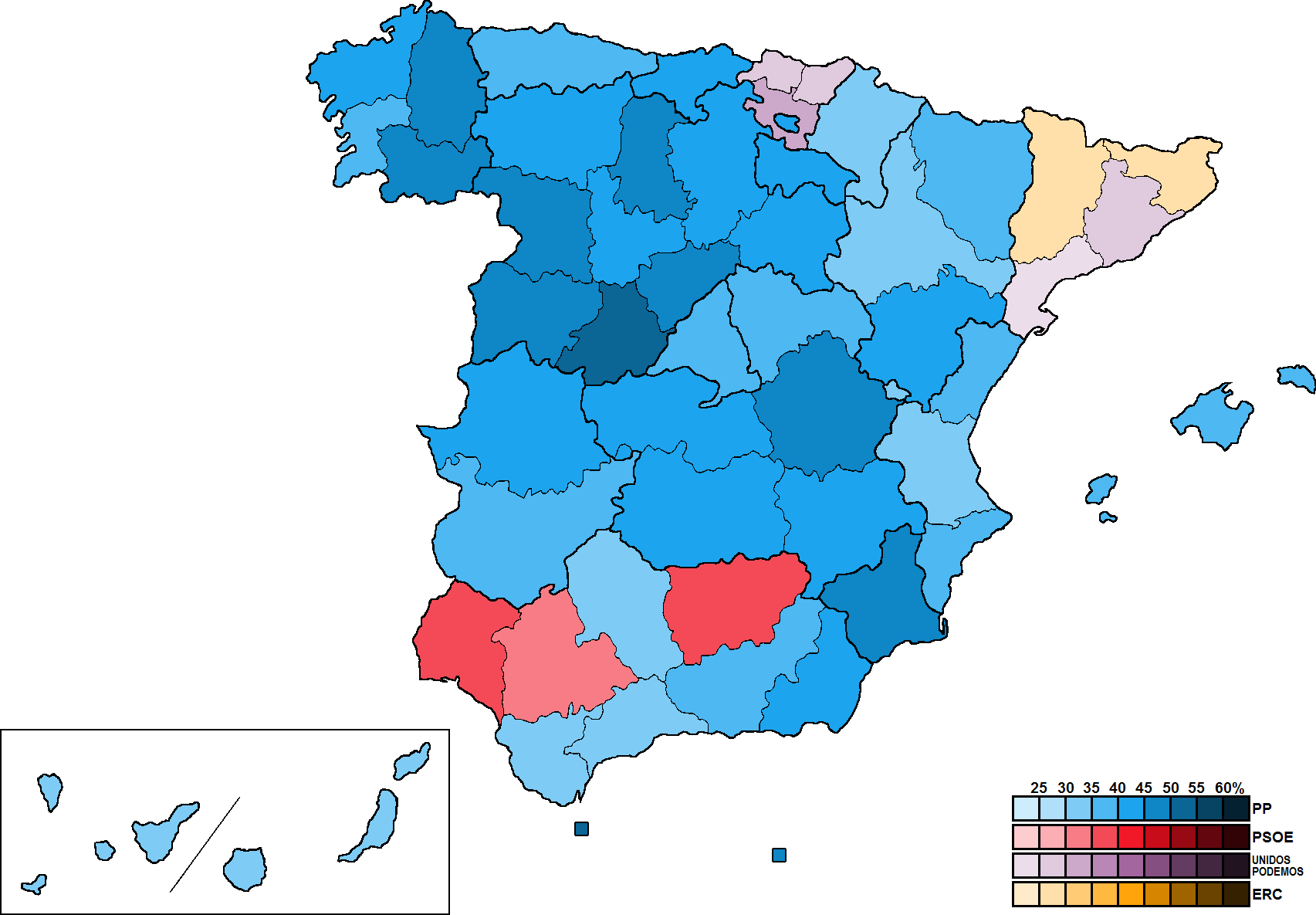
Výsledky voleb dle provincií.
Regionální koalice Unidos Podemos.